# Mông Ân, Bảo Lâm (Cao Bằng)
Mông Ân là một xã thuộc huyện Bảo Lâm, tỉnh Cao Bằng, Việt Nam.

## Địa lý
Xã Mông Ân nằm ở phía đông huyện Bảo Lâm, có vị trí địa lý:
- Phía đông giáp xã Vĩnh Phong
- Phía tây giáp thị trấn Pác Miầu
- Phía nam giáp xã Thái Học và xã Thái Sơn
- Phía bắc giáp thị trấn Pác Miầu và xã Vĩnh Phong.

Xã Mông Ân có diện tích 59,35 km², dân số năm 2019 là 5.390 người, mật độ dân số đạt 91 người/km²
Trên địa bàn xã có suối Nặm Ngoại và suối Pác Miầu thuộc lưu vực sông Gâm.

## Hành chính
Xã Mông Ân được chia thành 11 xóm: Bản Mỏ, Đon Sài, Khau Lạ, Khau Nà, Khau Trù, Lũng Nặm, Nà Bon, Nà Làng, Nà Mấu, Nà Pồng, Phiêng Mẹng.

## Lịch sử
Sau năm 1975, Mông Ân là một xã thuộc huyện Bảo Lạc.
Ngày 25 tháng 9 năm 2000, Chính phủ ban hành Nghị định số 52/2000/NĐ-CP về việc điều chỉnh xã Mông Ân thuộc huyện Bảo Lạc chuyển sang trực thuộc huyện Bảo Lâm mới thành lập.
Ngày 27 tháng 10 năm 2006, Chính phủ ban hành Nghị định số 125/2006/NĐ-CP về việc:
- Thành lập thị trấn Pác Miầu trên cơ sở điều chỉnh 4.036 ha diện tích tự nhiên và 2.619 nhân khẩu của xã Mông Ân
- Điều chỉnh 1.800 ha diện tích tự nhiên và 653 người của xã Mông Ân về xã Quảng Lâm
- Điều chỉnh 330 ha diện tích tự nhiên và 189 người của xã Mông Ân về xã Thái Học.

Sau khi điều chỉnh, xã Mông Ân còn lại 5.341 ha diện tích tự nhiên và 2.960 người.
Đến năm 2019, xã Mông Ân được chia thành 18 xóm: Khau Trù, Lũng Vài, Bản Mỏ, Nặm Ngoại, Nà Làng, Nà Mấu, Nà Pồng, Phiêng Mẹng, Phia Phi, Phia Mản, Khau Piò, Lũng Piào, Nà Bon, Nà Pết, Đon Sài, Khau Lệnh, Khau Lạ A, Khau Lạ B.
Ngày 9 tháng 9 năm 2019, Hội đồng Nhân dân tỉnh Cao Bằng ban hành Nghị quyết số 27/NQ-HĐND về việc:
- Giữ nguyên 8 xóm: Bản Mỏ, Đon Sài, Khau Trù, Nà Bon, Nà Làng, Nà Mấu, Nà Pồng, Phiêng Mẹng
- Sáp nhập xóm Lũng Vài vào xóm Nà Bon
- Sáp nhập xóm Khau Lệnh vào xóm Nà Làng
- Sáp nhập xóm Phia Mản vào xóm Bản Mỏ
- Sáp nhập ba xóm Phia Phi, Khau Lạ A, Khau Lạ B thành xóm Khau Lạ
- Sáp nhập hai xóm Khau Piò và Nà Pết thành xóm Khau Nà
- Sáp nhập hai xóm Lũng Piào và Nặm Ngoại thành xóm Lũng Nặm.